# Cordia ecalyculata
Cordia ecalyculata là loài thực vật có hoa trong họ Mồ hôi. Loài này được Vell. mô tả khoa học đầu tiên năm 1829.